# Amerikaanse presidentsverkiezingen 1920
De Amerikaanse presidentsverkiezingen van 1920 werden gehouden op 2 november 1920. Warren Harding werd gekozen als President.

## Presidentskandidaten

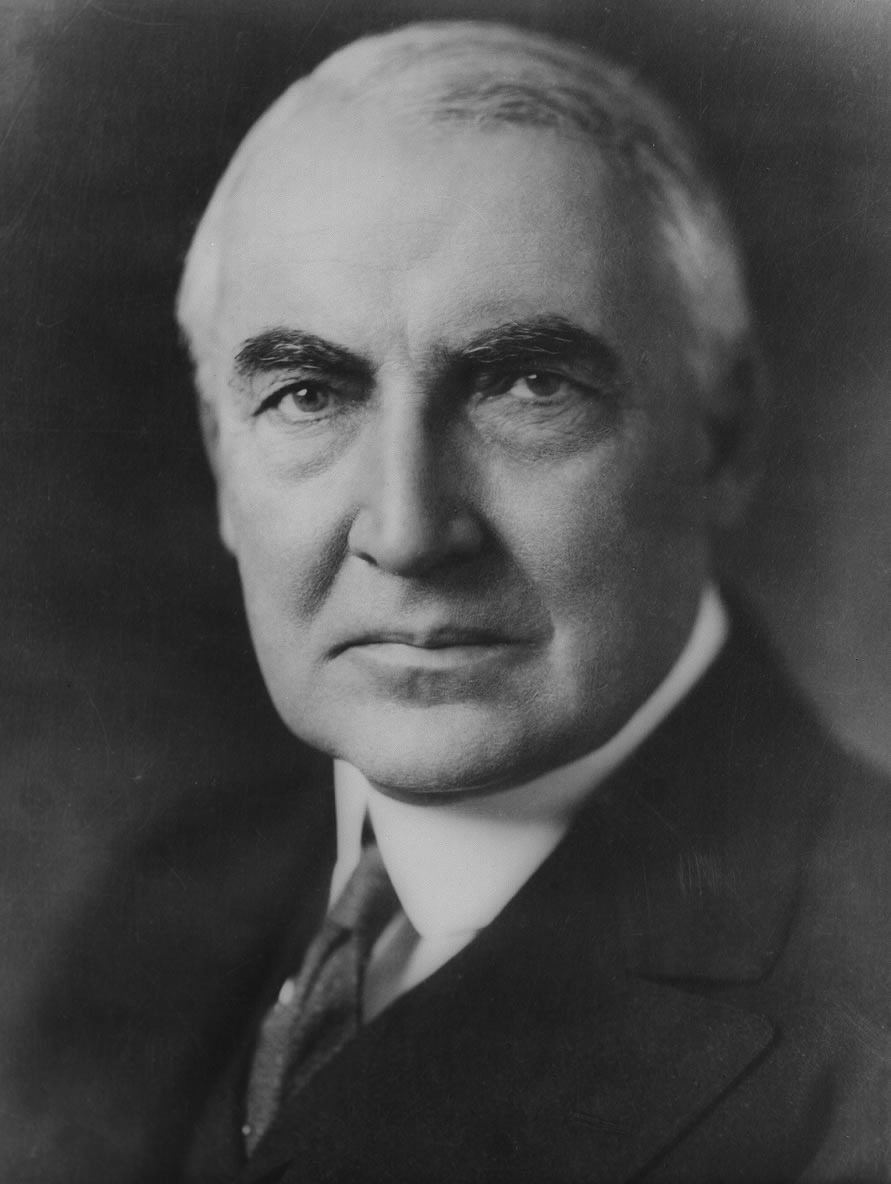
Senator Warren Harding uit Ohio Republikeinse Partij
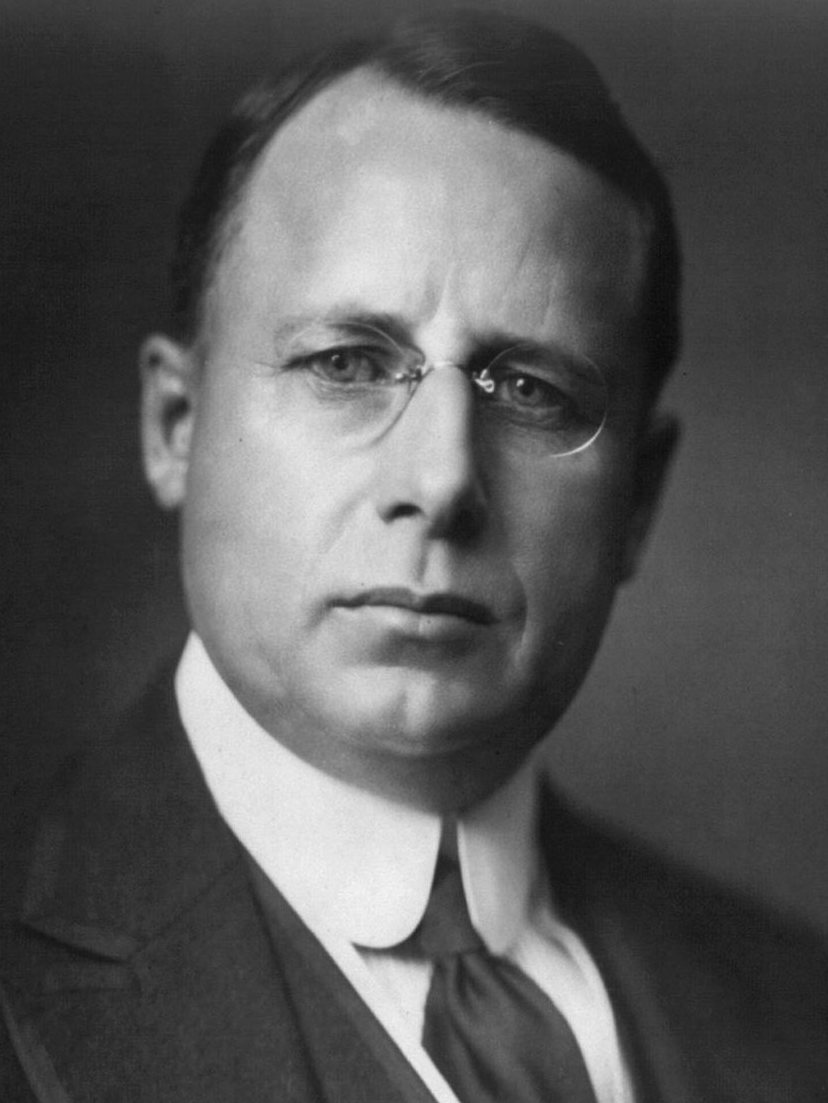
Gouverneur James Middleton Cox uit Ohio Democratische Partij

### Vicepresidentskandidaten

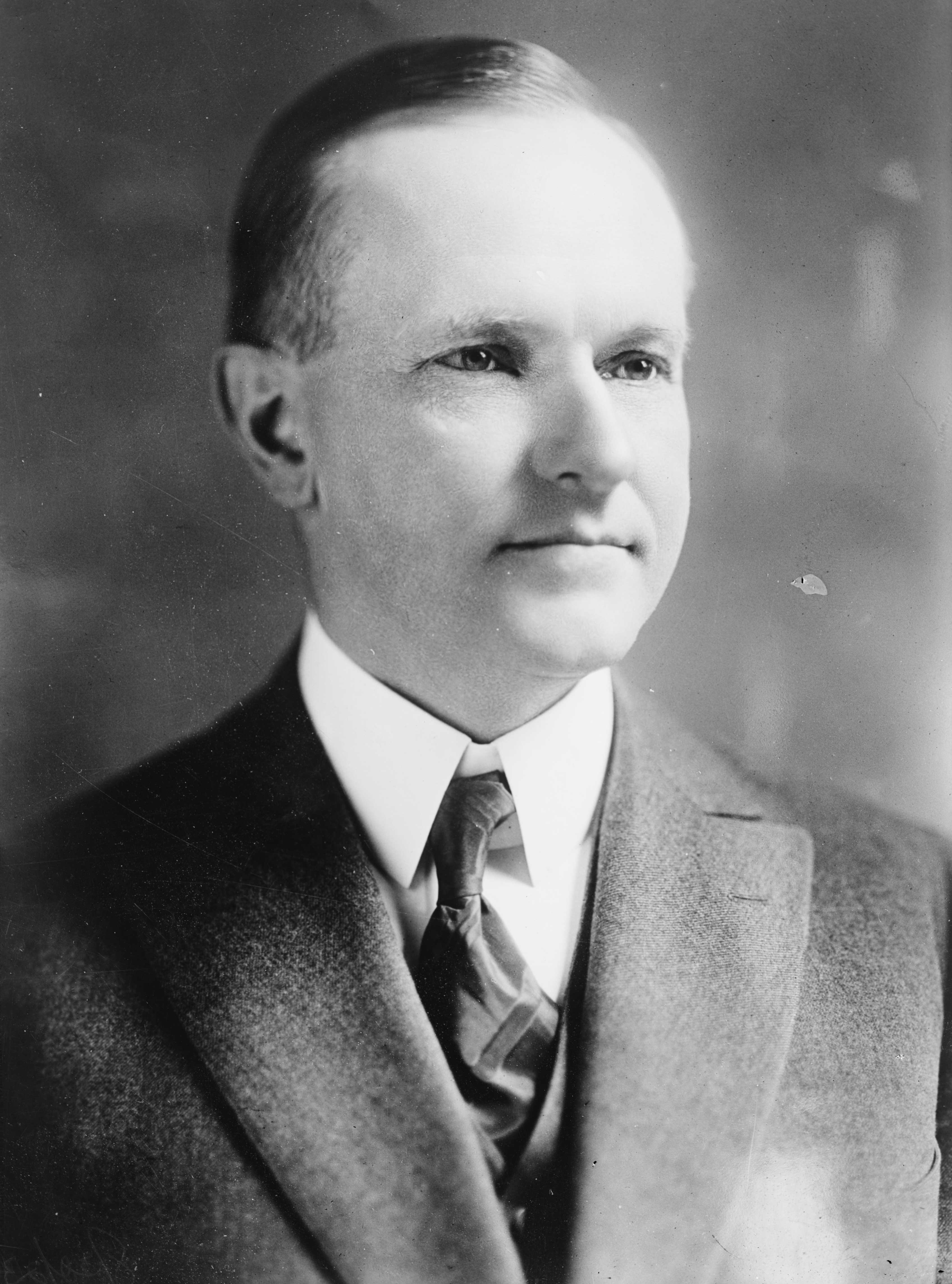
Gouverneur Calvin Coolidge uit Massachusetts Republikeinse Partij
Onderminister van de Marine Franklin Delano Roosevelt uit New York Democratische Partij

## Uitslag
| Naam            | Warren Harding       | James Middleton Cox       |
| Partij          | Republikeinse Partij | Democratische Partij      |
| Thuisstaat      | Ohio                 | Ohio                      |
| Running mate    | Calvin Coolidge      | Franklin Delano Roosevelt |
| Kiesmannen      | 404                  | 127                       |
| Gewonnen staten | 37                   | 11                        |
| Aantal stemmen  | 16,144,093           | 9,139,661                 |
| Percentage      | 60.3%                | 34.1%                     |

1789 · 1792 · 1796 · 1800 · 1804 · 1808 · 1812 · 1816 · 1820 · 1824 · 1828 · 1832 · 1836 · 1840 · 1844 · 1848 · 1852 · 1856 · 1860 · 1864 · 1868 · 1872 · 1876 · 1880 · 1884 · 1888 · 1892 · 1896 · 1900 · 1904 · 1908 · 1912 · 1916 · 1920 · 1924 · 1928 · 1932 · 1936 · 1940 · 1944 · 1948 · 1952 · 1956 · 1960 · 1964 · 1968 · 1972 · 1976 · 1980 · 1984 · 1988 · 1992 · 1996 · 2000 · 2004 · 2008 · 2012 · 2016 · 2020 · 2024